# ミューコミVR
『ミューコミVR』（ミューコミブイアール）は、ニッポン放送制作で2021年4月4日より放送が開始されたラジオ番組である。
本項では、かつて放送されていた『ミューコミVRXR』（ミューコミブイアール・エックスアール）についても記述する。

## 概要
2021年3月25日に終了の『ミュ〜コミ+プラス』→『ミューコミプラス』後継番組で『ミューコミ』シリーズの第3弾。同月15日の生放送にて本番組がスタートすることが発表され、同時に『ミューコミプラス』でアシスタントを務めている西井万理那と末吉9太郎もパートナーとして参加することも発表された。時間帯は日曜日 23:30〜24:30の1時間の生放送番組で、ラジオと同時にYouTubeチャンネル「一翔剣（いっしょけん）ちゃんねる」にてVirtual世界でも配信。また吉田尚記が進めているVRプロジェクトとも連動していく予定としている。2022年4月からは「メタバースラジオ」とも称する。
当該時間帯にNRN系列にネットされる生放送番組の設定は『ヤンキー先生!義家弘介の夢は逃げていかない』終了以来となり、山口放送が同時ネットを行う。一方、『ミューコミプラス』を同時ネットしていたSTVラジオでの放送は見送られた。同時に12年ぶりに「ニッポン放送の日曜夜の生ワイド番組」が再開されることとなった。2023年4月2日からは北日本放送でもネットを開始している。
この番組について、吉田は「VR、バーチャルは技術の進歩、表現方法が新しくなっただけにはとどまらない、もっと大きな変化です。あえて言えば、VRは、民主主義の次の概念。最も素早く、時代に適応できるメディアであるラジオの特性を、この大変革に合わせて発揮させます、だれもきいたことのない、ラジオを!!明らかな新時代の人材、ZOC西井万理那ちゃんとCUBERS末吉9太郎くんも、今回はバーチャルの世界に飛び込みます!」と述べている。
番組メールアドレスは「mc@allnightnippon.com」、及び公式Twitterは「@mc1242」とミューコミプラス時代の物をそのまま継続使用している一方、番組公式サイトが引き継がれることはなく、番組開始時点では番組サイトが作成されていなかった。Twitterのハッシュタグは「#ミューコミVR」。
番組自体は実質の3部制となっており、22:30 - 23:30はメタバース空間上で配信を開始。23:30 - 0:30は地上波のニッポン放送と山口放送がその配信に実質飛び乗る形となり、0:30以降は延長戦を行うが、2022年5月23日から、0:30 - 1:00に『ミューコミVRXR』（ミューコミブイアール・エックスアール）なる特番をニッポン放送ローカルで設けることとなり、延長戦を30分だけ地上にも流していたが、当該枠において新番組が設定されたことから、同年8月1日をもって地上波での放送は終了となった。
また、平日（月曜日〜木曜日）の夜、22:00 - 23:00頃まで、メタバース（一翔剣ちゃんねる）限定で一翔剣の「ワンオペ」による生配信を行っている。

## 出演者
原則ヴァーチャル世界の名前で登場するが、サポーターズコーナーは本名【墨付きカッコ内の名前】で進行する。

### ヴァーチャルMC
- 一翔剣【吉田尚記（ニッポン放送アナウンサー）】 - 2022年7月および11月13日は休演、11月27日はシンガポール、12月3日は韓国からそれぞれリモート出演。

### パートナー
- こめこねこ2世【西井万理那（ZOC→METAMUSE）】 - 日曜日深夜帯での放送ということもあってライヴから掛け持ちで出演することもあり、その際は途中から合流する。一度スタッフすら連絡がつかなくなり、「にっちやんはいつ到着するかクイズ」を開催するまでに発展したこともある。
- もちこねみ9世【末吉9太郎（CUBERS）】

### 備考
開始当初は西井のあだ名「にっちやん」と末吉のあだ名「9（きゅう）ちゃん」で登場していたが、第2回の放送でヴァーチャル世界の姿から「アイドル界で名を馳せたい」という一翔剣の意向から、名前を募集。2人がヴァーチャル世界で行うモーションからこの名前となっている。
ところが、第12回の事前配信の冒頭で名前の呼び方を間違えたため、設定を勝手に考え、名前の最後に世数をつける事で、ぞれぞれ「きゅうちゃん」「にっちやん」と本名のあだ名で呼んでもおかしくないように、名前が変更された。
ユニット名は当初リスナーからの募集で「こねこねくらぶ」になったが、商標登録ですでに登録されておりもう一度募集その結果「ヴァルコネけんぱっ!」になった。ところが今度は「ヴァルコネ（『ヴァルキリーコネクト』）」の部分が商標登録に登録されていることが発覚し、さらに募集をかけ、最終的にグループ名は「ヴァルこめけんぱっ!」に決定された。

### 代役
- 前島花音（ニッポン放送アナウンサー） - 一翔剣（吉田）が喉の不調を訴え、検査の結果、声帯ポリープが発見され、その除去手術（曰く「改造手術」）を行ったため、2022年7月度の休演中に登場。 ポケモンに非常に詳しいことから「ポケモンに全てを捧げるアナウンサー」と称される[8]。出演期間中、末吉の思い付きから「文末にポケモンのキャラクターの名前を付ける」流れがお約束化。そんな末吉を「すえきゅー」と呼ぶ。西井は「か〜ちゃん」と名付けた。ヴァーチャルキャラクターも誕生し、どくがポケモンのモルフォンをイメージしていることから別名で前島蛾音とも名乗っている。

2022年11月13日、夕方までは一翔剣（吉田）も放送に向けて待機していたものの、夜になり発熱。急遽代行を受けた。15日、一翔剣（吉田）が受けたPCR検査で陽性が確認されたため、20日も休演、前島の代行が決まった。

## テーマソング
バーチャれ!ニッポン
楽曲自体は田淵智也によって作られており、番組初回から使用。この時点ではボーカロイドによる「ラララ」のハミングのみであったが、前述の一翔剣の意向によるプロジェクトの一環から歌詞が募集され、その後に振りがつく予定となっていた。
2021年5月9日放送のエンディングでハミングに乗せて一翔剣が歌唱する形で歌詞つきのものが実質公開。23日の放送開始時刻に合わせYouTubeに、吉田・一翔による一発撮り歌唱動画「"THE FIRST TAKE"」が公開された。
2021年10月3日の放送のゲストに田淵智也を迎え、ヴァルこめけんぱっ!によルヴァージョンが公開され、当日エンディングより正式に使用開始。編曲を栁舘周平、ギター演奏を堀崎翔、ベース演奏をヒトリエのイガラシ、ドラム演奏をPENGUIN RESEARCHの新保恵大が務めている。
さらに1週間後の10月10日に歌詞付きの動画をYouTubeに公開している。
2023年1月11日、CD（MCVR-001）および配信にてリリースされた。

## コーナー
概要欄の3部制に沿って表記する。

### 22:30 メタバース上で先行開始
基本的にフリートークで展開。本編中で流れる「サブカル業界のニュースとその後の出演者同士のやり取り」をジングル化したものについてはこのパート中に録られたもの。YouTube Liveでも配信。ただし、一翔剣（吉田）が休演する際はメタバースにおける放送を休止する場合がある。

### 23:30 『ミューコミVR』地上波放送開始
OP/ED、「サポーターズVR」の幕間には、ゲストのVtuber・VRイベントの関係者とのゲストトークを行う。
先週までのミューコミVR
いわゆる「前週の放送の振り返り」を構成作家・田辺みなみのアナウンスで行い、このあとにテーマが流れる。ヴァルこめけんぱっ!ヴァージョンになってからは曲の頭で「ミューコミVR!」とコールする部分があるためタイトルコールは行っていないが、ボーカロイドヴァージョンと一翔剣THE FIRST TAKEヴァージョンにはそれがなかったため、田辺のナレーション後に一翔剣が「ミューコミV・R!」とどなるコールがあった。
これに続き、「今こねたいものは・・・」で始まる自己紹介と、「やーのやーの! からの うんしょうんしょ!」というお決まりのあいさつが入る。
サポーターズVR
「君のアイデアでサポーターと番組を動かせ!」のキャッチフレーズの元、『ミューコミプラス』に引き続き、サポーター（番組内における「スポンサー」の呼称）コーナーを展開していく。これまでのサポーターコーナーをまとめているため、「サポーターズVR by○○（サポーター社名）」というコーナー名となる。また、ノンスポンサーの山口放送・北日本放送でも放送される（STVラジオと同様）。
| サポーター企業          | 放送期間                     | 行う企画 |
| ----------------------- | ---------------------------- | --- |
| Xperia                  | 2021年4月4日 -               | - Xperiaで笑いを切り取れ! 写真で「それなー!」選手権 火曜日から移動。Xperiaで撮った「最高の一瞬」の画像を放送日の20時ごろ公式ツイッターにアップし、その時に出た「それなー!」といいたくなる「最高の一言」をメールで応募してもらう、いわゆる「写真大喜利」。 「それなー!」の元ネタは末吉がアップロードした「アイドルオタクあるある動画」のワンフレーズから。 |
| 小学館                  | 2021年4月4日 -               | - 漫画喫茶 吉田ルーム 水曜日から移動。年間500冊以上の漫画を読む吉田が小学館刊行の漫画から一冊をピックアップする。 まず紹介する前に「本のタイトル」だけでどんな作品なのかを西井に当ててもらうくだりがある。 末吉にも読んでもらって、自身に刺さったポイントを「9ちゃんポイント」[注 12]として紹介する。 このコーナーのみ事前収録のため、吉田が休演の場合でも吉田が出演している。 |
| 映画 忌怪島／きかいじま | 2023年6月4日 - 6月25日       | - 2023年6月16日公開になる映画。メインの3人によるホラーラジオドラマを送る。 |
| サポーター企業          | 放送期間                     | 行う企画 |
| アニマックス            | 2021年4月4日 - 2023年3月25日 | - 夜の妄想営業部 木曜日から移動。アニマックスプレミアムVODで配信中の『ようこそ妄想営業部へ❤』とタイアップした企画。 妄想営業部長・吉田による演出の元、妄想営業部に出演する男性声優にリスナーから寄せられたセリフを言ってもらう「おいおい!俺に何を言わせるんだ!」[注 13]を「社員研修・妄想レッスン」と題して行っている。 コーナー前のお約束として、西井・末吉とゲストによる「寸劇」が恒例。吉田部長の夢オチという形で終わる。 吉田休養中は内容はそのままに「夜の妄想営業部 カスタマーセンター」として出演男性声優によって展開。 この他に『ANIMAX MUSIX LIVE』の日程公表後はそちらに特化した企画を行う。これは吉田がイベントの司会を務めていることにもかかわりがある。 このコーナーは2023年3月末でいったん終了し独立、『吉田尚記のオタクガストロノミー』として金曜21:30-21:50に放送している。 |
24:27頃をメドにエンディングとなり、出演者の告知や引き続きメタバース上でアフタートークを行う旨を報告し終了。2022年5月23日から8月1日は『ミューコミVR』としてのエンディングとなり、ここでKRYが飛び降りを行う。そのため「山口放送の皆さまとはお別れ、ニッポン放送ではこの後も・・・」とコメントを入れていた。

### 0:30 メタバース上でのアフタートーク
終了後のアフタートーク。番組の振り返りをしつつメタバース上で展開しているプロジェクトがあった際はそちらの進捗を報告。
2023年4月以降のこの直後の番組『ガクのネ』に吉田をはじめ番組関係者が出る場合や、吉田が休暇の場合は行わない。
ただし、前述通り2022年5月22日から同年7月31日まで「特別番組」扱いの『ミューコミVRXR』として放送していた。
2022年8月1日の「前島花音卒業式スペシャル」以外は特段コーナーがなく、原則フリートークであるが、にじさんじに所属するバーチャルライバー、バーチャルシンガーソングライターの夢追翔はレギュラーゲストとして定期的に出演することから彼をメインMCとした特設コーナーを設けるなどしたこともある。
メールはミューコミVR本体と同様のアドレス、Twitterのハッシュタグは「#ミューコミVRXR」で投稿するよう呼びかけられた。

### ネット局密着企画
『プラス』時代STVラジオのある札幌市に何度か出向いて放送を行ったように、当番組も基本的にネット局数が少ないため、吉田が自らネット局のある県に出向いて取材活動やその局の番組に出演して、その後東京に持ち帰ってレポートすることがある。ただし、諸般の事情の考慮から「現地からの生放送」は行っていない。
2023年2月19日『山口回』
2023年2月19日は後述する特別番組の関係で山口放送のみに送る放送となった。『ミュ〜コミ+プラス』時代からネット局のみ休止、や番組そのものの休止例はあったものの、ニッポン放送で休止し、ネット局のみの裏送りは初。さらに、2003年 - 2021年に放送の『中村こずえのみんなでニッポン日曜日!』『中村こずえのSUNDAY HAPPY MAP』のように元から裏送り前提の番組を除いて、原則この例の場合はネット局向けに別途事前収録して送出することがほとんどであったため、裏送り生放送の数少ない例となった。
「ネットしている割には山口の扱いが薄い」ということになり、吉田が自ら山口に出向き、山口放送本社のある周南市などへ向かったレポートや『お昼はZETTAI ラジTIME』出演、サブカルを扱う『なりカル!』の成田弘毅との交流などについてもレポートするなど、山口に特化した放送になった。
ただこの回については、通常の「サポーターズVR」もないため、基本的にはフリートークと本番前に末吉が念願のaikoと逢えたこと、aikoはaikoで当日急遽西井に呼び出されたそわんわんと逢えたことにちなんでaikoの楽曲で構成された特別回となっていた。なお、この日はメタバースでも通常通り行っていたが、本番直前にこの流れが起こったため、出演者がだれ一人スタジオからいなくなる珍事も起きた。これは当然別スタジオとはいえ、ニッポン放送社内である以上は『オールナイトニッポン55時間スペシャル』が流れており、別フロアで音だけで楽しみたいとしていた末吉を4階のスタジオに吉田が連れて行ったという経緯がある。
2023年8月27日『富山回』
山口時代同様「ネットしている割には富山の扱いが薄い」ということになり、吉田が自ら富山に出向き、富山市などへ向かったレポートや『でるラジ』出演をするなどした。なお、上野透はステッカーをもらっただけでなく、翌日に『KNBモーニングすくらんぶる』が控えているにもかかわらず、生で聴いて参加していた。
ゲストには富山出身の小瀬戸らむ（GEMSCOMPANY）もおり、通常回でありながらもフリートークを富山に寄せて放送した。

## 放送時間
- 2021年4月4日 - 
  - 日曜 23:30 - 24:30

### 特別編成に伴う変更・休止
- 2021年
  - 10月24日 - 『報道特別番組 2021参議院補欠選挙・山口市長選』（23:25 - 23:55）放送のため、山口放送のみ休止[注 15]。
  - 10月31日 - 『衆議院選挙開票速報! 日本国民の選択は?』（19:58 - 翌1:30）放送のため休止。山口放送も選挙特番[注 16]のため休止。
  - 11月3日 - ニッポン放送ローカルで『ホリデースペシャル ミューコミVR〜スタプラアイドルフェスラジオ〜』（パートナー：三田美吹（CROWN POP））を13:00 - 14:30で編成。山口放送は通常通り『お昼はZETTAI ラジTIME』編成のため未ネット。
- 2022年
  - 5月22日 - 『報道特別番組 2022防府市長選挙』（23:25 - 23:55）放送のため、山口放送のみ休止[注 17]。
  - 7月10日 - 『参議院選挙開票速報! どうする?どうなる?日本の未来』（19:58 - 翌1:30）放送のため休止。山口放送も選挙特番[注 18]のため休止。
- 2023年
  - 2月19日 - 『オールナイトニッポン55周年記念 福山雅治のオールナイトニッポン55時間スペシャル 魂のラジオ』（23:00 - 翌1:00）放送のためニッポン放送は休止、山口放送のみに裏送り（前述）。
  - 4月23日 - 『報道特別番組　２０２３衆議院山口２区・４区補欠選挙』（23:25 - 23:55）放送のため、山口放送のみ休止[注 19]。
  - 12月24日 - 『ラジオ・チャリティー・ミュージックソン』 放送のためニッポン放送のみ休止。山口放送と北日本放送には事前に収録したものを裏送り。
- 2024年
  - 10月27日 - 『飯田浩司のOK! Cozy up!総選挙開票スペシャル』（21:40 - 翌1:00）放送のため休止。北日本放送および山口放送も選挙特番[注 20]のため休止。

## スタッフ
- プロデューサー - 冨山雄一
- ディレクター - 小林順、イナガキ
- 構成作家 - 高垣雄海、田辺みなみ